# Isabel de Nassau
Condesa Isabel de Nassau (en neerlandés: Elisabeth Flandrika; Midelburgo, 26 de marzo de 1577-Sedán, 3 de septiembre de 1642) Ella fue duquesa de Bouillon por su matrimonio.

## Primeros años de vida
Fue la segunda hija del príncipe Guillermo de Orange y de su tercera esposa, Carlota de Borbón-Montpensier. Después de que su padre fue asesinado en 1584, había escasez de dinero para Isabel, sus hermanos y su madrastra, Luisa de Coligny.

### Matrimonio e hijos
En 1594, Luisa llevó a Isabel con ella a Francia, donde se reunieron con varios nobles protestantes. Uno de ellos, Enrique de la Tour d'Auvergne del Ducado de Bouillon y el Principado de Sedán, le envió una propuesta de matrimonio que ella aceptó. La pareja tuvo ocho hijos.
Enrique trató de mantener su ducado de Sedán protestante, pero tuvo que lidiar con la hostilidad que emanaba de sus vecinos católicos franceses.
Durante sus ausencias, Isabel actuó como regente, y después de la muerte de Enrique en 1623, se convirtió en regente de su hijo, Federico Mauricio. Ella mantuvo en estrecho contacto con su madrastra y cinco hermanas, dos de las cuales también actuaron como regentes en algún momento.
- Luisa (agosto de 1596-noviembre de 1607), murió en la infancia.
- María (1599-24 de mayo de 1665), casada con Enrique de La Trémoille, duque de Thouars, príncipe de Talmont, con descendencia.
- Hijo sin nombre (abril de 1603).
- Juliana Catalina (8 de octubre de 1604-6 de octubre de 1637), se casó con Francisco de La Rochefoucauld, conde de Roucy, barón de Pierrepont, con descendencia.
- Federico Mauricio (22 de octubre de 1605-9 de agosto de 1652), se casó con Leonor Catalina de Bergh, con descendencia.
- Isabel (1606-1 de diciembre de 1685), se casó con Guy Aldonce de Durfort, y fue la madre de Guy Aldonce de Durfort de Lorges.
- Enriqueta Catalina (m. 1677), se casó con Amaury Gouyon, marqués de La Moussaye, conde de Quintin, con descendencia.
- Enrique, conocido como el vizconde de Turenne (11 de septiembre de 1611-27 de julio de 1675) casado Carlota de Caumont, hija de Armando Nompar de Caumont; Armando Nompar era el tío del intrigante duque de Lauzun.